# Duracell
Duracell Inc. là một công ty sản xuất của Mỹ thuộc sở hữu của Berkshire Hathaway. Công ty sản xuất pin và các hệ thống năng lượng thông minh. Công ty có nguồn gốc từ những năm 1920, thông qua công sức thành lập của Samuel Ruben và Philip Mallory, và sự hình thành của công ty P.R Mallory.
Thông qua một số vụ sáp nhập và mua bán doanh nghiệp, Duracell đã chuyển sang thuộc sở hữu của tập đoàn sản xuất hàng tiêu dùng Procter & Gamble (P&G). Vào tháng 11 năm 2014, P&G đã đạt được thoả thuận bán công ty cho Berkshire Hathaway thông qua chuyển nhượng cổ phần. Theo hợp đồng này, Berkshire Hathaway trao đổi các cổ phần mà nó nắm giữ trong P&G để sở hữu doanh nghiệp Duracell.